# نیانگدو

نیانگدو شهری در شهرستان پوا در استان بولکیمده در بورکینافاسوی غربی مرکزی است جمعیت آن ۳۴۹۶ نفر است.